# Ørum Sogn (Brønderslev Kommune)
 For alternative betydninger, se Ørum Sogn. (Se også artikler, som begynder med Ørum Sogn)
Ørum Sogn er et sogn i Brønderslev Provsti (Aalborg Stift).
I 1800-tallet var Ørum Sogn anneks til Hellevad Sogn. Begge sogne hørte til Dronninglund Herred i Hjørring Amt. Hellevad-Ørum sognekommune blev ved kommunalreformen i 1970 indlemmet i Dronninglund Kommune, som ved strukturreformen i 2007 indgik i Brønderslev Kommune.
I Ørum Sogn ligger Ørum Kirke.
I sognet findes følgende autoriserede stednavne:
- Bovet (bebyggelse)
- Gammel Ørum (bebyggelse)
- Glindvad Hede (bebyggelse)
- Ravnstrup (bebyggelse)
- Ravnstrup Kær (areal)
- Tveden (bebyggelse)
- Ørum (bebyggelse, ejerlav)
- Ørum Kirkeby (bebyggelse)
- Ørum Mose (bebyggelse, ejerlav)
- Ørum Nymark (bebyggelse)
- Ørum Overdrev (bebyggelse, ejerlav)
- Ørum Sønderhede (bebyggelse)
- Ørum Vestermark (bebyggelse)
- Ørum Østermark (bebyggelse)
- Ågårde (bebyggelse, ejerlav)
- Ågårds Fælled (bebyggelse)
- Åkær (bebyggelse)